# Лук скальный
Лук скальный (лат. Allium rupestre) — многолетнее травянистое растение, вид рода Лук (Allium) семейства Луковые (Alliaceae).

## Распространение и экология
В природе ареал вида охватывает Северный и Южный Кавказ, север Турции и Крыма.
Произрастает на каменистых и песчаных склонах и скалах.

## Ботаническое описание
Луковица яйцевидная, диаметром около 1 см, наружные оболочки бумагообразные, с очень тонкими параллельными жилками. Стебель высотой 25—40 см, до половины одетый шероховатыми, очень редко гладкими влагалищами листьев.
Листья в числе двух—трёх, нитевидно-линейные, шириной около 1 мм, свёрнутые, бороздчатые, обычно шероховатые, значительно короче стебля.
Чехол в три—пять раза длиннее зонтика. Зонтик коробочконосный, пучковатый или пучковато-полушаровидный, реже почти шаровидный, обычно немногоцветковый. Цветоножки почти равные, немного короче или в полтора—два раза длиннее околоцветника, при основании с прицветниками. Листочки узко-колокольчатого околоцветника бледно-розовые, почти белые с пурпурной жилкой, не блестящие, длиной 5—6 мм, почти равные, продолговато-эллиптические, тупые, с закруглённой или чаще снабженной очень коротким остроконечием
верхушкой. Нити тычинок равны листочкам околоцветника или едва длиннее их, немного между собой и с околоцветником сросшиеся, шиловидные; пыльники фиолетовые. Столбик выдается из околоцветника.
Створки коробочки широко обратно-сердцевидные, почти округлые, длиной 5 мм.

## Таксономия
Вид Лук скальный входит в род Лук (Allium) семейства Луковые (Alliaceae) порядка Спаржецветные (Asparagales).
|  |                                      |  |                                                             |                                                             |                   |  | ещё 24 семейства (согласно Системе APG II) | ещё 24 семейства (согласно Системе APG II) |                     |  |  |  | ещё более 870 видов |
|  |                                      |  |                                                             |                                                             |                   |  | ещё 24 семейства (согласно Системе APG II) | ещё 24 семейства (согласно Системе APG II) |                     |  |  |  | ещё более 870 видов |
|  |                                      |  |                                                             | порядок Спаржецветные                                       |                   |  |                                            |                                            | род Лук             |  |  |  |                     |
|  |                                      |  |                                                             | порядок Спаржецветные                                       |                   |  |                                            |                                            | род Лук             |  |  |  |                     |
|  | отдел Цветковые, или Покрытосеменные |  |                                                             |                                                             | семейство Луковые |  |                                            |                                            | вид Лук скальный    |  |  |  |                     |
|  | отдел Цветковые, или Покрытосеменные |  |                                                             |                                                             | семейство Луковые |  |                                            |                                            |                     |  |  |  |                     |
|  |                                      |  | ещё 44 порядка цветковых растений (согласно Системе APG II) | ещё 44 порядка цветковых растений (согласно Системе APG II) |                   |  |                                            | ещё около 300 родов                        | ещё около 300 родов |  |  |  |                     |
|  |                                      |  |                                                             | ещё 44 порядка цветковых растений (согласно Системе APG II) |                   |  |                                            |                                            | ещё около 300 родов |  |  |  |                     |